# Пена (приток Псла)
Пе́на (Пенка, Пселец) — река в Белгородской и Курской областях России, левый приток Псла в бассейне Днепра. Протекает в Ивнянском, Яковлевском и Ракитянском районах Белгородской области.
Река берёт начало у села Верхопенье. Течёт на юго-запад, затем поворачивает на северо-запад. У села Меловое на деревни образованы пруды. Далее течёт через сёла Венгеровка, 2-я Новоселовка, Богатое, Вышние Пены и Нижние Пены. Устье реки находится у села Хомутцы. В нижнем течении по реке проходит граница Белгородской и Курской областей.
В долине реки Пены когда-то были дремучие леса: здесь росли дуб, ясень, ива, ольха, ракита.
Когда-то на берегах реки селились северяне. Затем из-за набегов кочевников территория обезлюдела. В XVII веке она стала вновь заселяться. На берегах реки появились казаки-черкасы с Правобережной Украины. В XVIII веке берега реки принадлежали князю Юсупову.
В годы Великой Отечественной войны на берегах реки проходили ожесточённые бои в рамках битвы на Курской дуге